# 村崎凡人
村崎 凡人（むらさき ただひと、1914年（大正3年）1月12日  - 1989年（平成1年）5月10日）は、日本の国文学者・歌人・教育者。徳島文理大学等を経営する村崎学園の理事長。徳島県徳島市出身。息子は村崎学園理事長村崎正人、孫は村崎文彦。

## 経歴
徳島県徳島市出身。旧制徳島中学校、早稲田大学文学部卒業。窪田空穂に師事し、歌誌「槻の木」同人となる。大学卒業後は早稲田図書出版社で勤めた。
村崎学園の創業者であり祖母である村崎サイの「自立協同」の遺志を継ぎ、1949年に同学園の理事長に就任する。1961年に徳島女子短期大学（現・徳島文理大学短期大学部）、1966年に徳島女子大学（現・徳島文理大学）を創設するなど、村崎学園を幼稚園から大学院までを一貫する総合学園に成長させるなどの実績をあげた。
早稲田大学国文学会委員、和歌文学会委員、徳島日本フィリピン協会長、日本私学研究所評議員、日本私立大学協会理事などを歴任した。1972年、藍綬褒章を受章。1980年、1981年、1987年の3回に渡り文部大臣表彰を受け、香川県志度町の名誉町民の称号を受けた。1985年、勲三等旭日中綬章を受章する。
1989年5月10日、74歳で急逝し没後に従四位が追贈された。1994年、村崎学園創立100周年にあたり、凡人の業績を記念して「村崎凡人記念図書館」を大学内に設立した。

## 受賞歴
- 1972年 - 藍綬褒章
- 1980年 - 文部大臣表彰
- 1981年 - 文部大臣表彰
- 1985年 - 勲三等旭日中綬章
- 1987年 - 文部大臣表彰

## 著書
- 『御歌人としての後鳥羽上皇』鶴書房、1943年6月。
- 『キヤンガン附近 比島敗戦記 参謀部員の手記』西郊書房、1949年9月。
- 『歌集 風俗』徳島歌人社〈徳島歌人叢書 第5篇〉、1946年6月。
- 『評伝 窪田空穂』長谷川書房、1954年7月。
- 『ルソンを北へ』西原比呂志画、えくらん社、1961年6月。
- 『歌集 比島戦記』春秋社、1978年8月。
- 『女も独り立ちが出来ねばならぬ 村崎サイ』春秋社、1985年11月。